# Lindenbach (Lusenbach)
Der Lindenbach ist ein rund 1,6 Kilometer langer, linker Nebenfluss des Lusenbaches in der Steiermark. Er entspringt nordöstlich des Hauptortes von Lieboch, nordöstlich der Häusergruppe Kanzler, und fließt zuerst in einen Rechts-, dann in einen Linksbogen und anschließend wieder in einen Rechtsbogen, insgesamt nach Südwesten. Im südlichen Teil des Ortsgebietes von Lieboch mündet er etwas nördlich der Packer Straße (B 70) in den Lusenbach, welcher danach nach rechts abknickt.